# Бейкерова киста
Синовиалната поплитеална киста (наричана още Бейкерова киста) е състояние, при което се нарушава циркулацията и се натрупва излишна синовиална течност в разклоненията от синовиални торбички, свързани със синовиалната капсула на коленната става. Най-често се локализира в областта на медиалната глава на коремчестия мускул на подбедрицата (m. gastrocnemius), полумембранозния мускул (m. semimembranosus) или задколенния мускул (m. popliteus). Бейкеровите кисти почти винаги са свързани със синовиалната капсула на коленната става.

## Етиология
Причините за възникване на този вид кисти са много: всички форми на артрит, артроза, травми. Бейкеровите кисти често са хронично рецидивиращи, заради помпения механизъм, който се осъществява при сгъване на коленната става. Бейкерова киста може да се образува в резултат на херния на синовиалната мембрана през задния отдел на ставната капсула или от съществуваща комуникация между ставното пространство и бурзата.

## Протичане и лечение
Подкожната тъкан не се засяга. През активната фаза има болки в коляното. Диагнозата най-точно се поставя чрез изследване с ултразвук.
Съществуват много консервативни методи за лечение на бейкерова киста, чрез инжектиране на кортикостероидни препарати или пункция с аспирация на съдържащата се течност. Най-ефективният метод за лечение е оперативното отстраняване.